# Friedhelm Schönfeld

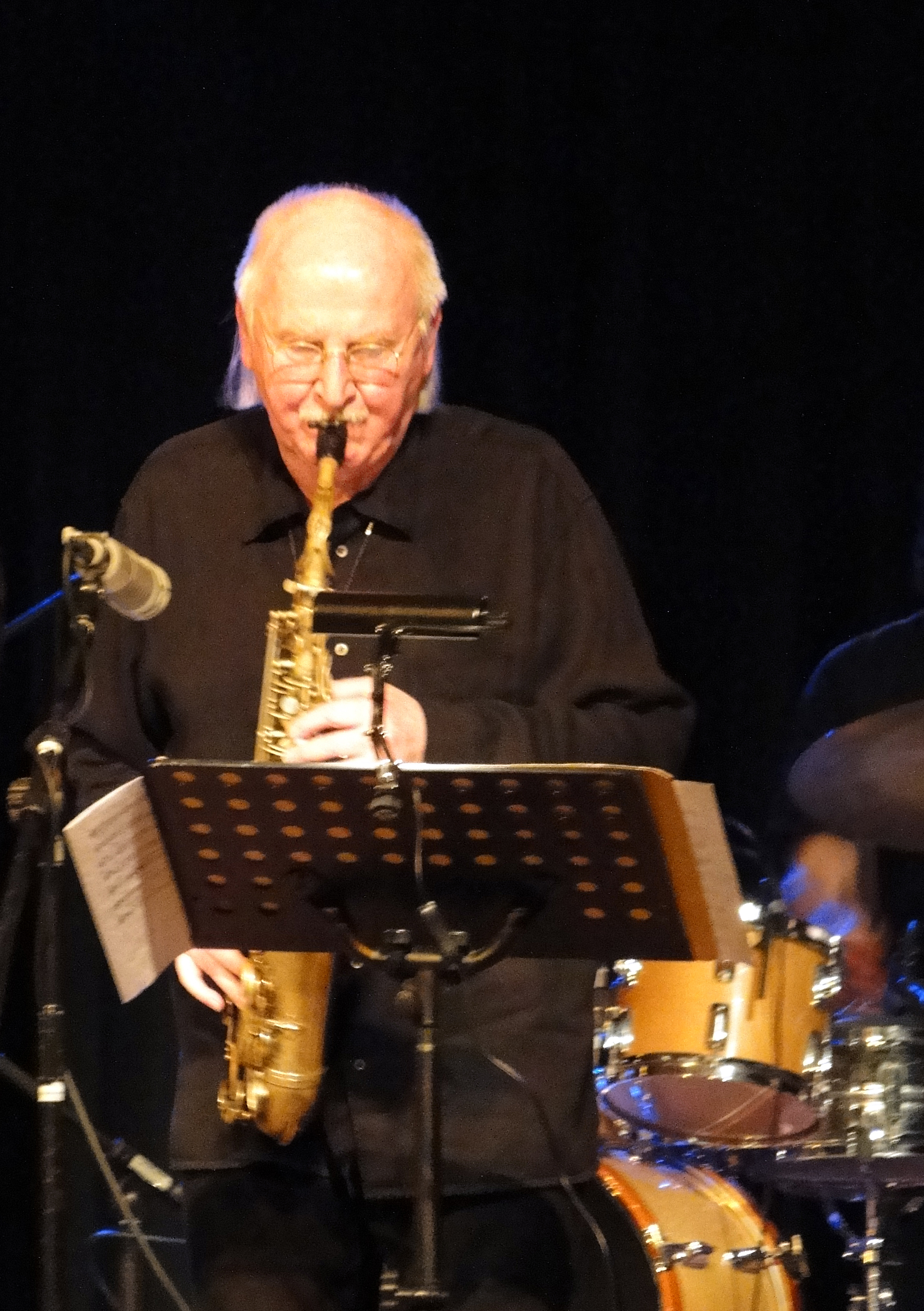
Friedhelm Schönfeld, 2009 in Hofheim

Friedhelm Schönfeld (* 13. Mai 1938 in Zehrensdorf, heute zu Zossen, Landkreis Teltow-Fläming) ist ein deutscher Jazzmusiker (Alt- und Tenorsaxophonist, Flötist, Klarinettist) und Komponist.

## Leben und Werk
Schönfeld studierte von 1950 bis 1958 Klarinette, Klavier und Komposition in Berlin (DDR) und war von 1960 bis 1970 1. Alt- und Solo-Saxophonist beim Rundfunk-Tanzorchester Berlin. Der Ausbau seiner Kompositions- und Arrangeurstätigkeit liegt in dieser Zeit. Friedhelm Schönfeld formierte eigene Jazzgruppen zu diversen Konzert – und Produktionsanlässen. Das zusammen mit dem Kontrabassisten Klaus Koch und dem Schlagzeuger Günter „Baby“ Sommer 1966 gegründete Friedhelm-Schönfeld-Trio war für die Entwicklung des DDR-Jazz orientierend: In dieser Zeit galt Schönfeld als einer der bekanntesten Jazzmusiker der damaligen DDR und gehörte dort – neben Joachim Kühn, Manfred Schulze und Ernst-Ludwig Petrowsky – zu den wichtigsten Wegbereitern des Neuen Jazz.
Für die 1973/1974 von Hans-Jürgen Stock für den Deutschen Fernsehfunk geschaffene 13-teilige pantomimische Kinderserie Clown Ferdinand komponierte Schönfeld die Musik.
Er komponierte die Musik für viele Jubiläumskonzerte der Konzertreihe Jazz in der Kammer, die am Deutschen Theater in Ost-Berlin beheimatet war. Durch seine Kontakte zu den Behörden wurden in den 1970ern erstmals Konzerte westlicher Jazzgruppen in der DDR außerhalb Berlins möglich. Ab 1976 war er als Musikdramaturg im Theater im Palast der Republik beschäftigt. Zusätzlich organisierte und veranstaltete er bis 1979 alljährlich einen Jazz-Workshop mit Musikern aus Ost und West. Weitere Projekte initiierte und betreute Schönfeld unter anderem bei den Berliner Festtagen sowie der Akademie der Künste.
Anfang 1983 verließ er die DDR und emigrierte nach Toronto. In Kanada arbeitete er mit dem Canada-Pops-Orchestra von Rob Mc Connell, mit Bill Smiths The Alltime Sounds Effects Orchestra sowie mit der Gruppe Air raid zusammen. 1985 zog Friedhelm Schönfeld nach West-Berlin. Er nahm eine Lehrtätigkeit an der Hochschule der Künste Berlin auf und arbeitete in diversen Bands und Orchestern. Außerdem war er Leiter der Big Band der Berliner Polizei. Von 2001 bis 2006 hatte er eine Professur für Saxophon und Big Band an der Dresdner Musikhochschule inne.
Schönfelds jazzmusikalische Konzeption zielt auf eine kompositorisch durchstrukturierte und thematisch gebundene, jedoch frei-tonale Spielweise, wobei einer ausdrucksstarken, „singbaren“ Melodik zentrale Bedeutung zukommt. Seine eigenen Kompositionen brachten internationalen Erfolg bei Wettbewerben. Von 1990 bis 2000 war er stellvertretender Vorsitzender des Berliner Komponistenverbandes.

## Familie
Er ist mit der Sängerin Renate Schönfeld (* 18. November 1945 in Berlin) verheiratet, die unter dem Namen „Gipsy“ bekannt wurde. Ihre Tochter ist die  Sängerin und Pianistin Axinia Schönfeld, mit der er auch im Duo auftritt.

## Diskographische Hinweise
- Friedhelm Schönfeld / Hubert Katzenbeier Jazz (Amiga 1973; mit Klaus Koch, Günter Sommer)
- Friedhelm Schönfeld (Amiga, 1978; mit Aladár Pege, Wolfgang Weber, Dieter Keitel)
- Start. (JazzWerkstatt, 2007, mit Gerhard Kubach, Janusz Stefański)
- Live. Jazzwerkstatt Peitz Nr. 48 (JazzWerkstatt, 2011, mit Rolf von Nordenskjöld, Gerhard Kubach, Ernst Bier)
- What Happened? (JazzWerkstatt, 2016, mit Rolf von Nordenskjöld, Gerhard Kubach, Ernst Bier)

## Filmografie
- 1975: Mein lieber Mann und ich (Fernsehfilm)
- 1982: Stadtlandschaften

## Hörspielmusik
- 1974: Hans-Jürgen Bloch: Hundert Mark für eine Unterschrift – Regie: Joachim Staritz (Hörspielreihe: Tatbestand, Nr. 4 – Rundfunk der DDR)
- 1976: Gert Prokop: Die Wolke, die nicht regnen wollte – Regie: Leni López (Kinderhörspiel – Litera)
- 1976: Alexei Tolstoi: Burattino – Regie: Dieter Scharfenberg (Kinderhörspiel – Litera)
- 1982: Peter Hacks: Das Windloch – Geschichten von Henriette und Onkel Titus (auch Leitung Orchester) – Regie: Fritz Göhler (Kinderhörspiel – Litera)
- 1982: Peter Hacks: Das Turmverlies – Geschichten von Henriette und Onkel Titus (auch Leitung Orchester) – Regie: Fritz Göhler (Kinderhörspiel – Litera)
- 1982: Albert Wendt: Der Sauwetterwind – Regie: Christa Kowalski (Kinderhörspiel – Rundfunk der DDR; Übernahme durch Litera, 1985)